# Amanda Peterson
Amanda Peterson (Greeley (Colorado), 8 juli 1971 – aldaar, 3 juli 2015) was een Amerikaanse actrice.

## Biografie
Peterson debuteerde op 9-jarige leeftijd in de musical The Sound of Music. Toen ze 14 jaar was speelde ze al in veel reclamespotjes. In 1982 speelde ze een kleine rol in de film Annie. Haar eerste echte rol kreeg ze in de film Explorers in 1985. Haar bekendste rol dateert uit 1987. In de tienerfilm Can't Buy Me Love acteerde ze naast Patrick Dempsey. In 1994 zei ze de filmwereld vaarwel. 
Peterson was tweemaal gehuwd en had twee kinderen. Ze werd op 5 juli 2015 dood aangetroffen in haar huis in Greeley, Colorado. Ze zou twee dagen eerder in haar slaap overleden zijn.
- Biblioteca Nacional de España: XX1674169
- Bibliothèque nationale de France: cb142153876 (data)
- International Standard Name Identifier: 0000 0000 4592 7142
- Library of Congress Control Number: no97002652
- Nederlandse Thesaurus van Auteursnamen: 403940907
- SNAC: w64b5mbb
- Système universitaire de documentation: 187512035
- Virtual International Authority File: 26667775